# 徐麟
徐 麟（じょ りん、1963年6月 - ）は、中華人民共和国の政治家。中国共産党第19期、第20期中央委員会中央委員。第12期、第14期全国人民代表大会代表。

## 経歴
1963年6月、上海市南匯県（現在の南匯区）で生まれる。1982年9月に中国共産党入党。1982年10月に上海師範学院（現在の上海師範大学）政教系を卒業後、上海市南匯県周浦中学校教師、団委書記に就任。
1984年以降、中国共産主義青年団南匯県委員会副書記、書記、三墩郷党委員会書記を歴任した。1990年、中国共産党上海市南匯県委員会常務委員、政策研究室主任に就任。1992年、南匯県人民政府副県長に就任。1995年、中国共産党上海市嘉定区委員会副書記、同年中国共産党チベット自治区日喀則地区委員会副書記、上海市第一陣チベット支援幹部連絡グループ長を務めた。1997年、国有企業に転入した上海市農工商（集団）総公司は党委員会副書記、副理事長、総経理に就任した。2000年、上海市農工商集団党委員会書記、理事長に就任。2003年3月、政界に復帰し、中国共産党上海市民政局党委員会書記、上海市民政局局長に就任した。2007年2月、上海市農業委員会主任に就任。2008年2月、中国共産党浦東新区委員会書記に就任。2013年5月、中国共産党上海市委員会宣伝部部長に就任。
2015年6月、徐麟は北京市に転入し、中央網絡安全・信息化委員会弁公室副主任に就任した。2016年6月、中国共産党中央宣伝部副部長、中央網絡安全・信息化委員会弁公室主任に就任。2016年6月29日、国家互聯網信息弁公室主任、国務院新聞弁公室副主任に就任。2018年8月7日、国務院新聞弁公室主任に昇格。2022年5月27日、国家広播電視総局局長、党組書記に就任。
2022年12月9日、中国南西の貴州省に転任し、中国共産党貴州省委員会書記に就任。2023年1月17日、貴州省人民代表大会常務委員会主任に選出。